# Onciale 064
L'Onciale 064 (numerazione Gregory-Aland; "ε 10" nella numerazione Soden) è un codice manoscritto onciale del Nuovo Testamento, in lingua greca, datato paleograficamente al VI secolo.

## Testo
Il codice è composto da 16 spessi fogli di pergamena di 280 per 210 cm, contenenti brani del Vangelo secondo Matteo e del Vangelo secondo Marco. Il testo è scritto in due colonne per pagina e 25 linee per colonna.
Contenuti
- codex 064 — 2 folii — Matteo 27,7-30;
- codex 074 – 10 folii — Matteo 25; 26; 28 (frammenti) (Sinai Harris 10);
- codex 090 – 4 folii — Matteo 26,59-70; 27,44-56; Marco 1:34-2:12.

### Critica testuale
Il testo del codice è rappresentativo del tipo testuale bizantino. Kurt Aland lo ha collocato nella Categoria V.

## Storia
Il codice è conservato 
codex 064 alla Bibliothèque nationale Vernadsky d’Ukraine (Petrov 17) a Kiev
codex 074 alla Monastero di Santa Caterina (Sinai Harris 10)
codex 090 alla Biblioteca nazionale russa (Gr. 276) a San Pietroburgo.